# Les Compères
Cet article concerne le film français de 1983. Pour le film italien de 1955, voir Les Compères (film, 1955).
Pour plus de détails, voir Fiche technique et Distribution.
Les Compères est un film français réalisé par Francis Veber, sorti en 1983.
C'est le deuxième d'une série de trois films tournés par le réalisateur avec le duo à succès Depardieu-Richard, après La Chèvre et avant Les Fugitifs.

## Synopsis
Tristan (Stéphane Bierry), un adolescent parisien de 16 ans, fait une fugue avec sa petite amie. Ensemble, ils vont jusqu'à Nice. Christine (Anny Duperey), la mère du garçon, est exaspérée par la passivité de la police et de son mari Paul (Michel Aumont), qui ne font à son goût pas assez d'efforts pour le retrouver. Elle décide donc de faire appel à un ancien amant, Jean Lucas (Gérard Depardieu), un journaliste aux méthodes musclées. Pour tenter de le convaincre de rechercher Tristan, Christine lui fait croire qu'il en est le véritable père mais Lucas refuse, dubitatif face à cette annonce soudaine.
Désemparée, Christine se tourne alors vers un autre amant de l'époque, le naïf et suicidaire François Pignon (Pierre Richard), en lui laissant entendre la même chose sur la paternité de l'enfant. Ragaillardi par cette nouvelle inespérée alors qu'il sort juste de dépression, Pignon part immédiatement tenter de retrouver Tristan. Entre-temps, Lucas réfléchit puis saisit l'opportunité d'une affaire à couvrir pour se rendre à Nice. Il a en effet écrit un livre sur la guerre des casinos à Nice et même s’il sait que certains mafieux locaux veulent sa peau il désire poursuivre son enquête journalistique, tout en profitant de sa présence sur place pour se lancer à son tour à la recherche du jeune garçon, qui a désormais deux « papas » à ses trousses.
Lucas mène l’enquête pour retrouver Tristan et, après avoir rencontré fortuitement Pignon, fait équipe avec lui sans savoir initialement qu’ils cherchent le même garçon. Ils réussissent à trouver Tristan, qui fait partie d'une bande de loubards, mais ceux-ci ne veulent plus de sa présence. Tristan est désemparé lorsque chacun des deux hommes lui avoue être potentiellement son père, mais refuse formellement d’être ramené à Paris. Tristan réussit à s’enfuir pour retrouver sa bande, mais se heurte à Stéphane, le chef de la bande qui est désormais en couple avec sa petite amie. Une bagarre s’ensuit entre Stéphane et Tristan, et celui-ci finit avec un bras cassé. Il se voit alors contraint de suivre Lucas et Pignon.
Pendant ce temps, Lucas a été repéré par les hommes de mains de Pascal Rossi, un mafieux local protégé par un député. Ils tendent un guet-apens à Lucas en menaçant Jeannot, un gérant de casino. Pignon rencontre par hasard Jeannot, en grande détresse d’être lui aussi la cible des mafieux et appelé à être liquidé prochainement, et le prend pour un dépressif ; il sympathise avec lui. Le soir même, les hommes de mains abattent Jeannot, mais avant de mourir celui-ci réussit à joindre Pignon pour lui remettre un dossier avec des photos prouvant la connivence entre Rossi et le député. Ce dossier permettra à Lucas de réunir les preuves nécessaires à son enquête. Les hommes de main de Rossi arrivent malgré tout à intercepter Lucas, Pignon et Tristan. Lucas réussit à prendre le dessus mais tire accidentellement sur Pignon.
À l’hôpital où Pignon est soigné, les deux compères réussissent à parler avec Tristan et déroulent leurs histoires de vie pour lui faire comprendre la difficulté des relations père-fils. Tristan appelle alors son père pour lui annoncer qu’il rentre à Paris. Il manipule ensuite Pignon et Lucas en leur faisant croire à chacun que sa mère lui a confirmé avec certitude qu’il était son père, en faisant promettre à chacun de garder le secret absolu.

## Fiche technique
Sauf indication contraire, les informations mentionnées dans cette section peuvent être confirmées par les bases de données cinématographiques IMDb et Allociné,  présentes dans la section « Liens externes ».
- Titre : Les Compères
- Réalisation : Francis Veber
  - Assistant réalisateur : Francis de Gueltzl
- Scénario et dialogues : Francis Veber
- Musique : Vladimir Cosma
  - Interprétation du sifflement : Denis Braun alias Djik[1]
- Direction de la photographie : Claude Agostini
- Montage : Marie-Sophie Dubus
- Son et mixage son : Bernard Aubouy
- Décors : Gérard Daoudal
- Costumes : Corinne Jorry
- Production : Francis Veber, Pierre Richard et Gérard Depardieu (non crédités)
- Sociétés de production : Fideline Films, Efve Films et DD Productions
- Sociétés de distribution : A.A.A. et Soprofilms
- Pays de production :  France
- Langue originale : français
- Genre : comédie
- Format : couleur (Eastmancolor) - 1,66:1 - son mono
- Durée : 87 minutes
- Date de sortie :
  - France : 23 novembre 1983

## Distribution
Sauf indication contraire, les informations mentionnées dans cette section peuvent être confirmées par les bases de données cinématographiques IMDb et Allociné,  présentes dans la section « Liens externes ».
- Pierre Richard : François Pignon, instituteur au chômage
- Gérard Depardieu : Jean Lucas, journaliste d'investigation
- Anny Duperey : Christine Martin, ex-amante de François et de Jean
- Michel Aumont : Paul Martin, mari de Christine
- Stéphane Bierry : Tristan Martin, fils fugueur de Christine et Paul
- Florence Moreau : Michèle Rafard, petite amie de Tristan
- Maurice Barrier : Rafard, père de Michèle, propriétaire antipathique d'un hôtel
- Charlotte Maury-Sentier : Mme Rafard, mère de Michèle, gérante d'une station service
- Philippe Khorsand : Milan, homme de main de Rossi
- Jean-Jacques Scheffer : Ralph, homme de main de Rossi
- Roland Blanche : Jeannot, témoin des affaires de Rossi
- Jacques Frantz : Verdier, inspecteur de police et ami de Lucas
- Robert Dalban : le réceptionniste de l'hôtel
- Patrice Melennec : le propriétaire du "Star Treck"
- Philippe Brigaud : l'homme du garage bloqué par la voiture
- Patrick Blondel : Stéphane, chef d'une bande de loubards, nouveau petit ami de Michèle
- Gisèle Pascal : Louise, la mère de Christine
- Natasha Guinaudeau : la journaliste qui flirte avec Lucas
- François Bernheim : l'interne
- Jacques Maury : Julien
- Luc-Antoine Diquéro
- Jacqueline Noëlle : la dame pipi
- Claude Rossignol : le chauffeur de taxi
- Patrick Laurent : un loubard

## Autour du film
- Il s'agit du troisième long métrage de Francis Veber.
- Le tournage a eu lieu du 26 avril au 20 juillet 1983.
- Ce film marque les débuts de Stéphane Bierry, alors âgé d'à peine 20 ans. Après des années de carrière discrètes, l'acteur est devenu célèbre auprès du jeune public avec son rôle de Stéphane Prieur dans la série Plus belle la vie, rôle qu'il tiendra de 2012 à 2018.
- Dans le rôle de l'inspecteur Verdier, on retrouve Jacques Frantz qui s'orientera par la suite vers le domaine du doublage et deviendra entre autres la voix française de Robert De Niro et de Mel Gibson.
- Trois ans plus tard, dans le film Les Fugitifs, les personnages principaux, également interprétés par Pierre Richard et Gérard Depardieu, reprendront les mêmes noms : François Pignon et Jean Lucas.
- Un des thèmes du film, à base de guitares électriques, sera ré-entendu plus tard : d'abord dans le film Levy et Goliath (1987), puis dans une publicité pour la radio FIP (qui d'ailleurs reprend exclusivement des thèmes composés par Vladimir Cosma) dans les années 1990.
- En 1997, Ivan Reitman réalise un remake américain intitulé Drôles de pères, avec Robin Williams et Billy Crystal.
- En 2014, dans le film Bird People, la sonnerie du portable de Roschdy Zem est le thème principal du film Les Compères.

## Distinctions
- César 1984 :
  - Nomination comme meilleur acteur pour Gérard Depardieu
  - Nomination comme meilleur scénario original pour Francis Veber

## Diffusion télévisée en France
Dans son enquête de septembre 2014 concernant les meilleures audiences des films en prime time depuis 1989 lors de leur diffusion à la télévision française, Médiamétrie indique que Les Compères a été vu par 13,32 millions de téléspectateurs le 14 avril 1992, arrivant en 15e position des meilleures audiences.